# Chutes du Moulin
Les chutes du Moulin, aussi nommé les chutes de Plaisance, sont des chutes d'eau doucesitué dans la municipalité de Plaisance au Québec, administré par la municipalité régionale de comté de Papineau, dans la région administrative de l'Outaouais, au Canada.

## Géographie
Ces chutes, composées de trois sauts et d’un dénivelé de 63 mètres, se trouvent sur le cours de la rivière de la Petite Nation, dans le parc national de Plaisance.

Les trois sauts des chutes du Moulin
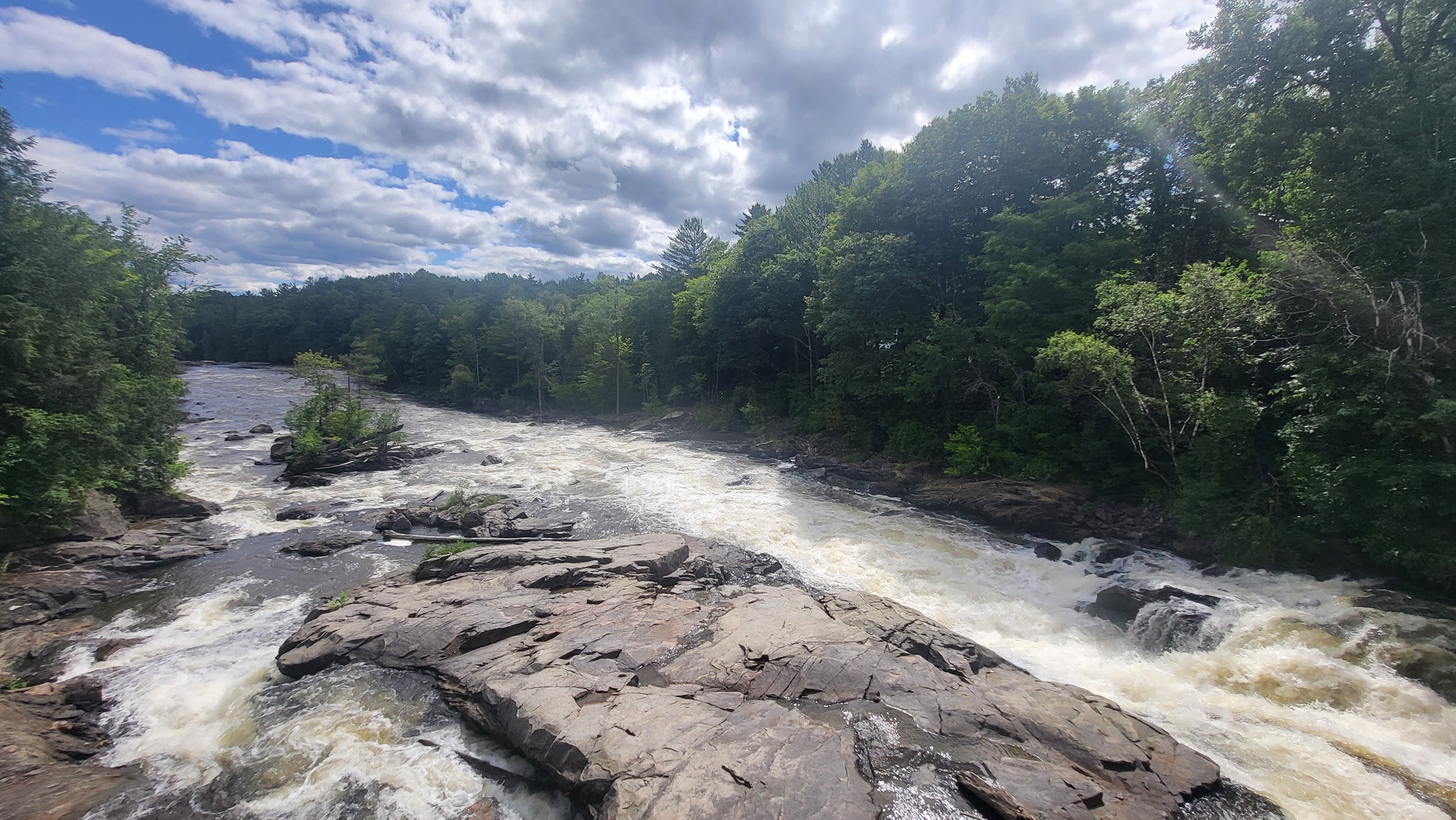
1er saut en juillet 2025
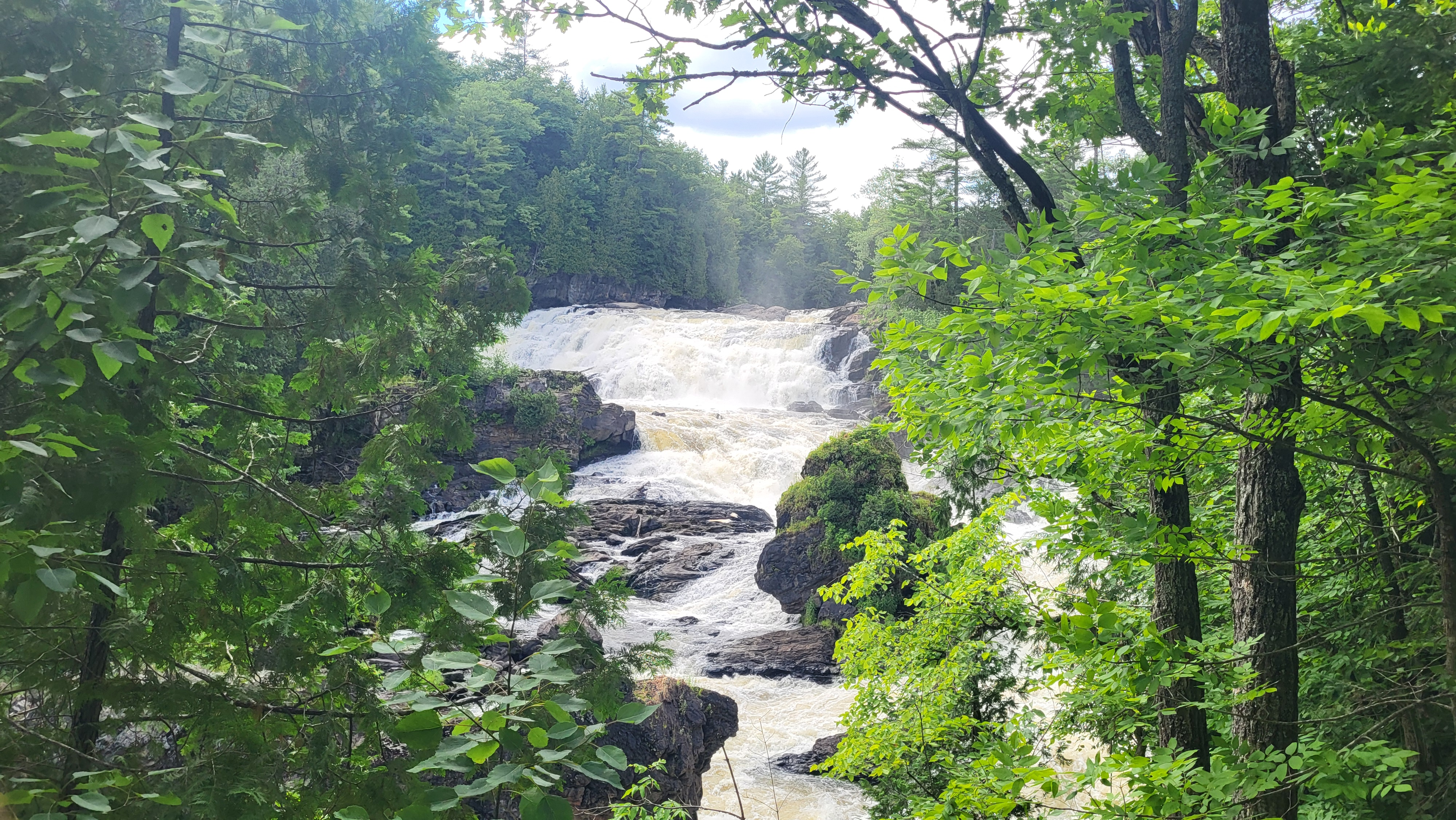
2e saut en juillet 2025
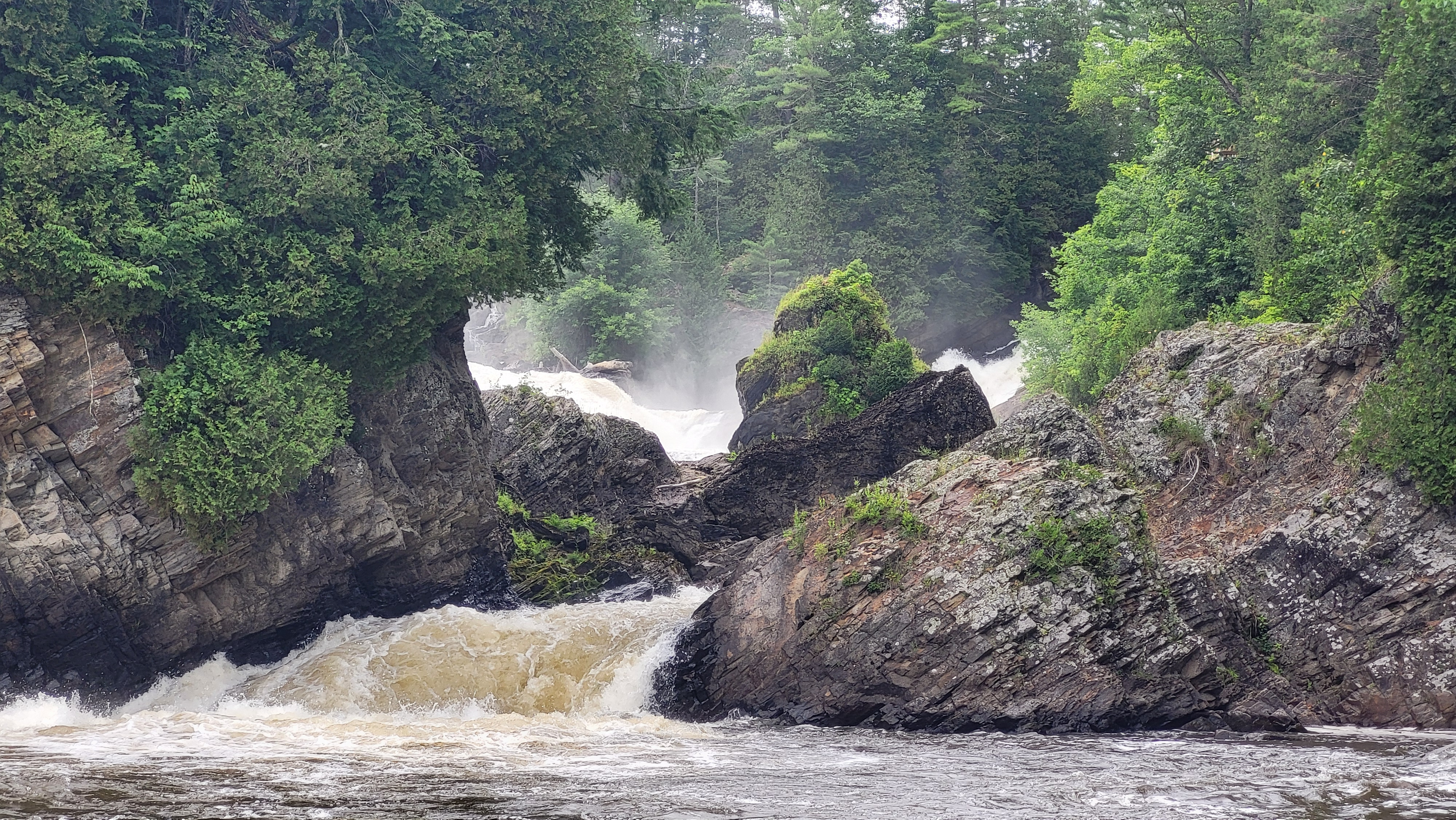
3e saut en juillet 2025

## Toponymie
Le toponyme « Chutes du Moulin » a été officialisé le 9 juillet 1981 par la Commission de toponymie du Québec.